# TDP
TDP (англ. thermal design power)  — величина, яка показує, на відведення якої теплової енергії може бути розрахована система охолодження комп'ютера, процесора або іншого пристрою. Наприклад, якщо система охолодження процесора розрахована на TDP 30 Вт, вона повинна бути в змозі відвести 30 Вт тепла при деяких заданих «нормальних умовах». 
TDP показує не максимальне теоретичне виділення тепла, а лише вимоги до продуктивності системи охолодження.
TDP розраховано на деякі "нормальні" умови, які іноді можуть бути порушені. Наприклад, у випадку поламки вентилятора або невірного охолодження самого корпусу. Сучасні процесори при цьому дають сигнал вимкнення комп'ютеру, або переходять у так званий режим дроселювання (англ. throttling), коли процесор пропускає частину циклів.
Різні виробники чипів розраховують TDP по-різному, тому величина не може напряму використовуватися для порівняння енергоспоживання процесору. Все це тому, що різні процесори мають різну пікову температуру. Якщо для одних процесорів критично 100°С, а для інших може бути лише 60°С. Ніколи неможливо зі 100% впевненістю стверджувати, що процесор з TDP 100 Вт споживає більше енергії, ніж процесор іншого виробника з TDP 5 Вт. Дешевші моделі процесорів зазвичай використовують менше енергії та розсіюють менше тепла, ніж дорожчі/потужніші.

## Класифікація у процесорів Intel
Core 2 Duo:
- X — TDP більше 75 Вт
- E — TDP до 45 Вт
- T — TDP до 35 Вт
- P — TDP до 25 Вт
- L — TDP до 17 Вт
- U — TDP до 10 Вт
- SP — TDP до 25 Вт
- SL — TDP до 17 Вт
- SU — TDP до 10 Вт

Core i3, i5, i7 (Sandy Bridge): 
- без літери — TDP 95 Вт
- K — TDP 95<Вт
- S — TDP 65 Вт
- T — TDP 35-45 Вт

TDP процесорів Intel Atom знаходиться у діапазоні 2-10 Вт[джерело?], більшість процесорів для ноутбуків — 15-40 Вт[джерело?]. 15" ноутбук з дискретною графікою та процесором з TDP 35W в цілому потребує близько 80W.[джерело?]

## Класифікація у процесорів AMD
Athlon II и Phenom II: 
- E — TDP до 45Вт
- U — TDP до 25Вт

### ACP
З появою процесорів Opteron 3G на ядрі Barcelona компанія AMD ввела нову енергетичну характеристику під назвою ACP (Average CPU Power, «середній рівень енерговитрати») нових процесорів при навантаженні. 
AMD також продовжує вказувати ще максимальний рівень енерговитрати — TDP.

## SDP
Сценарний рівень енергоспоживання (англ. Scenario design power, SDP) - рівень енергоспоживання процесора, властивий найпоширенішому сценарію робочого навантаження, температури і частоти. На відміну від показника TDP, у значенні якого закладений гранично допустимий рівень енергоспоживання, показник SDP застосовується компанією Intel тільки для своїх процесорів Y серії, що використовуються в ультрабуках і планшетах. Компанія AMD також почала використовувати цю метрику для порівняння рівня енергоспоживання процесорів лінійки Beema і Mullins з процесорами Intel.